# 哈雷恩皇家國家公園

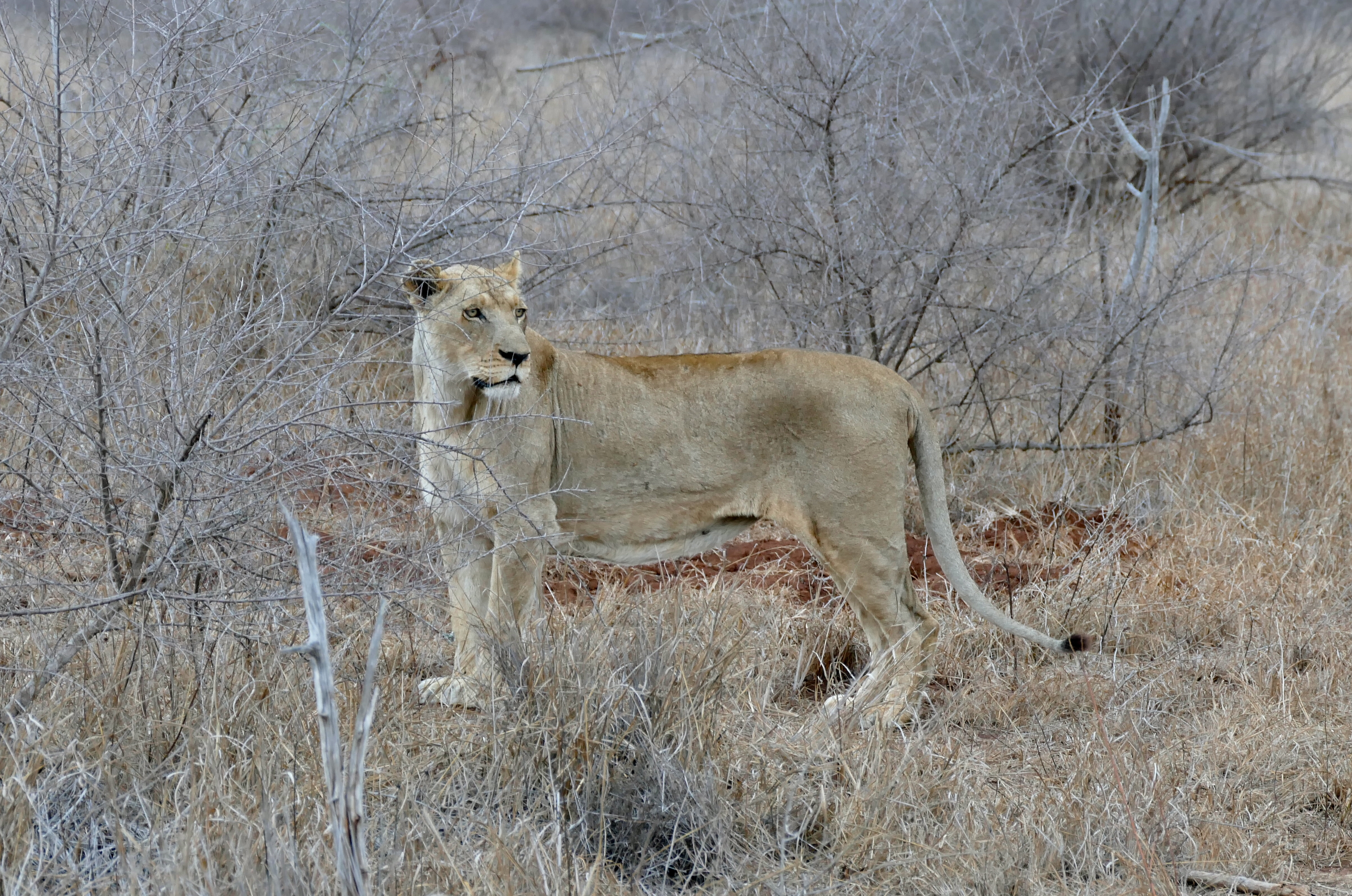
公園裡的獅子

哈雷恩皇家國家公園（英語：Hlane Royal National Park）是史瓦帝尼境內的一座國家公園，位於該國東北部，處於曼齊尼市東北面67公里，面積300平方公里，有非洲草原象、长颈鹿、角马、斑馬、高角羚等野生動物棲息。